# さくら3号a
さくら3号a (CS-3a) は、日本の静止通信衛星である。
CS-3計画全体での費用は約680億円。3割を国、7割を利用機関が負担した。

## 打ち上げ
1988年（昭和63年）2月19日、H-Iロケット3号機により、種子島宇宙センターから打ち上げられた。

## 目的
離島を含む国内の中継回線や臨時通信回線の確保、多様化する通信需要に対処すること及び通信衛星に関する技術の開発を目的とした。

## 軌道
近地点距離 200 km、遠地点距離 36755 km、軌道傾斜角 28.3 度、周期 650 分のトランスファ軌道へ投入された後、1988年2月21日にアポジモータに点火して、東経132度の静止軌道へ投入された。

## 特徴
実用衛星としては世界で初めてガリウム砒素太陽電池を採用した。
また、バッテリ容量を増加させたため、蝕期間でも全ての中継器を使用した通信が可能になった。